# 青沼勘右衛門
青沼 勘右衛門（あおぬま かんえもん、? - 元禄14年11月25日（1701年12月24日））は、江戸時代前期の馬術家。初め半助。名は盛明。

## 経歴・人物
陸奥弘前藩士。先祖は武田信玄の家臣青沼助兵衛、父は青沼藤兵衛。
三代藩主津軽信義の時、慶安2年（1649年）に馬役として召し出され、大坪流馬術を父や梅田理右衛門から、神道流を花井荘左衛門から学ぶ。父の死後、明暦4年（1658年）馬役を継ぎ、のち馬術師範となる。延宝9年（1681年）には江戸で前田綱紀の暴れ馬を乗りこなし、賞される。